# Psamatodes liboraria
Psamatodes liboraria là một loài bướm đêm trong họ Geometridae.